# Intimiteit (Kadanz)
Intimiteit is een numner van de Nederlandse popgroep Kadanz. Het nummer is afkomstig van het debuut studioalbum Donkerblauw uit 1983. Op 19 november dat jaar werd het nummer op single uitgebracht.

## Achtergrond
Intimiteit is geschreven door Frans Bakker en geproduceerd door Willem Ennes. Het is een nederpoplied waarin de liedverteller zingt over de intimiteit die hij in zijn relatie heeft verloren. De plaat was de tweede grote hit van de band na In het donker. B-kant van de single is Ik stop, welke als vijfde track op hetzelfde album te vinden is.

## Hitnoteringen
In Nederland werd de plaat in de winter van 1983-1984 veel gedraaid op Hilversum 3 en werd een radiohit in de destijds drie landelijke hitlijsten op de nationale publieke popzender. De plaat bereikte de 30e positie in zowel de Nederlandse Top 40 als de TROS Top 50 en stond totaal drie weken in beide lijsten genoteerd. In de Nationale Hitparade stond de plaat met zeven weken een stuk langer in de lijst, maar had met een 33e positie een lagere positie. In de Europese hitlijst op Hilversum 3, de TROS Europarade, werd géén notering behaald.
In België (Vlaanderen) werd géén notering behaald in beide Vlaamse hitlijsten.
In de sinds december 1999 jaarlijks uitgezonden NPO Radio 2 Top 2000 van de Nederlandse publieke radiozender NPO Radio 2 stond de plaat van 2000 t/m 2005 in de lijst genoteerd, met als hoogste notering een 1035e positie in 2000.

### NPO Radio 2 Top 2000
| Nummer met noteringen in de NPO Radio 2 Top 2000 | '00  | '01  | '02  | '03  | '04  | '05  |
| ------------------------------------------------ | ---- | ---- | ---- | ---- | ---- | ---- |
| Intimiteit                                       | 1035 | 1168 | 1149 | 1380 | 1718 | 1939 |

1. ↑  Een vetgedrukt getal geeft de hoogste notering aan.
2. ↑  2000 was het eerste jaar met een notering voor dit nummer.
3. ↑  Deze tabel is bijgewerkt tot en met de laatste editie (2024).